# Hrabstwo Pondera
Hrabstwo Pondera (ang. Pondera County) – hrabstwo w stanie Montana w Stanach Zjednoczonych. Według szacunków United States Census Bureau w roku 2023 miało 6125 mieszkańców. Jego siedzibą jest Conrad. 
Ponad jedna trzecia mieszkańców deklaruje pochodzenie niemieckie (24,6%) lub norweskie (10,8%).
Hrabstwo powstało w 1919 roku.

## Miasta
- Conrad
- Valier

## CDP
- Brady
- Dupuyer
- Heart Butte

## Sąsiednie hrabstwa
- Hrabstwo Glacier – północ
- Hrabstwo Toole – północ
- Hrabstwo Liberty – wschód
- Hrabstwo Chouteau – wschód
- Hrabstwo Teton – południe
- Hrabstwo Flathead – zachód

## Demografia
Według danych pięcioletnich z 2022 roku, 78,9% mieszkańców stanowiła ludność biała nielatynoska, 16,7% rdzenna ludność Ameryki, 3% było rasy mieszanej, 2,4% to Latynosi jakiejkolwiek rasy, 0,15% to Azjaci i 0,05% ludność czarna lub Afroamerykanie.
Średni dochód gospodarstwa domowego (dane z 2022) w hrabstwie wynosi 59 861 dolarów, zaś dochód na mieszkańca 30 424 dolarów. 20,2% mieszkańców żyje poniżej relatywnej granicy ubóstwa.

## Religia
Według danych z 2020, największe grupy wyznaniowe w hrabstwie to ewangelikalni protestanci (gł. huteryci – ok. 650 osób) i katolicy (27,8%). 3,6% mieszkańców to mormoni. Dawniej silne oddziaływanie miał Kościół Ewangelicko-Luterański w Ameryce (16,3% w 1980). 